# Norberto González Crespo
Norberto González Crespo, né le 28 octobre 1938 à Taxco dans l'État du Guerrero au Mexique et mort le 17 septembre 2012, au Mexique, est un archéologue, professeur et chercheur à l'Institut National d'Anthropologie et d'Histoire (INAH) dans le Morelos, spécialiste de l'archéologie précolombienne au Mexique.

## Biographie
Il a dirigé de nombreuses fouilles archéologiques dans la péninsule du  Yucatán.

Directeur du Centre régional INAH dans l'État du Morelos (Mexique), il a notamment dirigé les fouilles du site archéologique de Xochicalco pendant de nombreuses années.